# Westbury (Shropshire)
Westbury – wieś w Anglii, w hrabstwie Shropshire. Leży 14 km na zachód od miasta Shrewsbury i 233 km na północny zachód od Londynu.